# Ларин, Александр Александрович
Алекса́ндр Алекса́ндрович Ла́рин (род. 23 июня 1983, Пенза) — российский легкоатлет, специалист по бегу на короткие дистанции. Выступал за сборную России по лёгкой атлетике в 2000-х годах, победитель и призёр первенств национального значения, участник летних Олимпийских игр в Афинах. Представлял Москву и Пензенскую область. Мастер спорта России.

## Биография
Александр Ларин родился 23 июня 1983 года в Пензе. Окончил Пензенский государственный университет.
Занимался лёгкой атлетикой под руководством тренера М. В. Вдовина, выступал за ЦСКА.
Становился чемпионом России среди юниоров (2002) и среди молодёжи (2004).
Попал в состав российской национальной сборной в сезоне 2004 года, в частности в качестве запасного бегуна присутствовал в эстафетной команде на чемпионате мира в помещении в Будапеште и благодаря череде удачных выступлений удостоился права защищать честь страны на летних Олимпийских играх в Афинах, где в программе эстафеты 4 × 400 метров вместе с соотечественниками Андреем Рудницким, Олегом Мишуковым и Русланом Мащенко не смог пройти дальше предварительного квалификационного этапа.
После афинской Олимпиады Ларин ещё в течение некоторого времени оставался в составе российской легкоатлетической сборной и продолжал принимать участие в крупнейших международных стартах. Так, в 2006 году он выиграл серебряную медаль в беге на 400 метров на чемпионате России в Туле, уступив лишь Владиславу Фролову, выступил на чемпионате Европы в Гётеборге, где в программе эстафеты 4 × 400 метров занял итоговое седьмое место.
Завершил спортивную карьеру по окончании сезона 2009 года.
Удостоен звания «Мастер спорта России» по лёгкой атлетике.